# Nederlandse kampioenschappen atletiek 2017
In 2017 werden de Nederlandse kampioenschappen atletiek voor het eerst sinds 2005 niet in het Olympisch Stadion in Amsterdam gehouden, maar in Utrecht op de atletiekbaan van Sportpark Maarschalkerweerd. De kampioenschappen, die van 14 tot en met 16 juli plaatsvonden, stonden in het teken van de wereldkampioenschappen in augustus in Londen. Een deel van de atleten streed daarom voor een laatste kans op het halen van een WK-limiet, terwijl anderen die zich reeds hadden gekwalificeerd, ontbraken om krachten te sparen. Bovendien vonden in hetzelfde weekend de Europese kampioenschappen voor atleten onder 23 jaar plaats, waar diverse andere nationale toppers aan de start verschenen. 
De organisatie van het evenement lag in handen van de samenwerkende verenigingen Hellas Utrecht, U-Track en AV Phoenix, in samenwerking met de Atletiekunie.
Een unicum was dat het polsstokhoogspringen, in tegenstelling tot alle overige nummers, op 13 juli plaatsvond op het Vredenburg in het centrum van Utrecht, dat voor de gelegenheid was omgetoverd tot een heuse polsstokarena.

## Uitslagen

### 100 m
| wind: +1,1 m/s | wind: +1,1 m/s      | wind: +1,1 m/s |
| rang           | atleet              | prestatie      |
| -------------- | ------------------- | -------------- |
| Goud           | Giovanni Codrington | 10,42 s        |
| Zilver         | Taymir Burnet       | 10,48 s        |
| Brons          | Wouter Brus         | 10,49 s        |

| wind: -0,8 m/s | wind: -0,8 m/s    | wind: -0,8 m/s |
| rang           | atlete            | prestatie      |
| -------------- | ----------------- | -------------- |
| Goud           | Jamile Samuel     | 11,46 s        |
| Zilver         | Naomi Sedney      | 11,50 s        |
| Brons          | Tessa van Schagen | 11,64 s        |

### 200 m
| wind: +0,2 m/s | wind: +0,2 m/s     | wind: +0,2 m/s |
| rang           | atleet             | prestatie      |
| -------------- | ------------------ | -------------- |
| Goud           | Jorén Tromp        | 21,06 s        |
| Zilver         | Rachmil van Lamoen | 21,41 s        |
| Brons          | Chidel Cecilia     | 21,51 s        |

| wind: +0,3 m/s | wind: +0,3 m/s     | wind: +0,3 m/s |
| rang           | atlete             | prestatie      |
| -------------- | ------------------ | -------------- |
| Goud           | Tessa van Schagen  | 23,40 s        |
| Zilver         | Nicky van Leuveren | 23,91 s        |
| Brons          | Nargélis Statia    | 24,15 s        |

### 400 m
| rang   | atleet              | prestatie |
| ------ | ------------------- | --------- |
| Goud   | Liemarvin Bonevacia | 45,61 s   |
| Zilver | Terrence Agard      | 46,40 s   |
| Brons  | Bjorn Blauwhof      | 46,53 s   |

| rang   | atlete            | prestatie |
| ------ | ----------------- | --------- |
| Goud   | Lisanne de Witte  | 52,12 s   |
| Zilver | Madiea Ghafoor    | 52,27 s   |
| Brons  | Jorieke Korenromp | 54,06 s   |

### 800 m
| rang   | atleet          | prestatie |
| ------ | --------------- | --------- |
| Goud   | Thijmen Kupers  | 1.49,10   |
| Zilver | Maarten Plaum   | 1.49,97   |
| Brons  | Thomas van Laar | 1.50,08   |

| rang   | atlete         | prestatie |
| ------ | -------------- | --------- |
| Goud   | Danaïd Prinsen | 2.07,57   |
| Zilver | Marije Wever   | 2.09,59   |
| Brons  | Marissa Damink | 2.09,68   |

### 1500 m
| rang   | atleet         | prestatie |
| ------ | -------------- | --------- |
| Goud   | Thijmen Kupers | 3.43,29   |
| Zilver | Wouter Ploeger | 3.45,25   |
| Brons  | Yorben Ruiter  | 3.47,49   |

| rang   | atlete          | prestatie |
| ------ | --------------- | --------- |
| Goud   | Sanne Verstegen | 4.15,23   |
| Zilver | Britt Ummels    | 4.20,44   |
| Brons  | Elsbeth Ciesluk | 4.21,04   |

### 5000 m
| rang   | atleet          | prestatie |
| ------ | --------------- | --------- |
| Goud   | Mohamed Ali     | 14.21,75  |
| Zilver | Mike Teekens    | 14.24,04  |
| Brons  | Simon Grannetia | 14.24,74  |

| rang   | atlete             | prestatie |
| ------ | ------------------ | --------- |
| Goud   | Irene van Lieshout | 16.11,88  |
| Zilver | Jill Holterman     | 16.16,50  |
| Brons  | Bo Ummels          | 16.36,96  |

### 10.000 m
| rang   | atleet          | prestatie |
| ------ | --------------- | --------- |
| Goud   | Frank Futselaar | 30.38,83  |
| Zilver | Paul Zwama      | 30.40,18  |
| Brons  | Geart Jorritsma | 30.51,25  |

| rang   | atlete           | prestatie |
| ------ | ---------------- | --------- |
| Goud   | Nesrine Leene    | 38.14,25  |
| Zilver | Simche Heringa   | 40.25,82  |
| Brons  | Christine Tanguy | 46.14,15  |

### 110 m horden/100 m horden
| wind: +0,2 m/s | wind: +0,2 m/s | wind: +0,2 m/s |
| rang           | atleet         | prestatie      |
| -------------- | -------------- | -------------- |
| Goud           | Koen Smet      | 14,11 s        |
| Zilver         | Jules de Bont  | 14,21 s        |
| Brons          | Ruben Esajas   | 14,30 s        |

| wind: -0,8 m/s | wind: -0,8 m/s  | wind: -0,8 m/s |
| rang           | atlete          | prestatie      |
| -------------- | --------------- | -------------- |
| Goud           | Eefje Boons     | 13,26 s        |
| Zilver         | Anouk Vetter    | 13,52 s        |
| Brons          | Nadine Broersen | 13,68 s        |

### 400 m horden
| rang   | atleet              | prestatie |
| ------ | ------------------- | --------- |
| Goud   | Jesper Arts         | 51,33 s   |
| Zilver | Martijn Meijer      | 51,57 s   |
| Brons  | Stef van der Schaaf | 51,68 s   |

| rang   | atlete         | prestatie |
| ------ | -------------- | --------- |
| Goud   | Bianca Baak    | 58,80 s   |
| Zilver | Nora Ritzen    | 59,39 s   |
| Brons  | Rebecca Rijken | 60,26 s   |

### 3000 m steeple
| rang   | atleet             | prestatie |
| ------ | ------------------ | --------- |
| Goud   | Simon Grannetia    | 9.02,57   |
| Zilver | Tim van den Broeke | 9.05,03   |
| Brons  | Mike Teekens       | 9.07,35   |

| rang   | atlete                | prestatie |
| ------ | --------------------- | --------- |
| Goud   | Irene van der Reijken | 10.30,51  |
| Zilver | Giselle Slotboom      | 10.36,76  |
| Brons  | Marije Hijman         | 10.52,39  |

### Verspringen
| rang   | atleet               | prestatie         |
| ------ | -------------------- | ----------------- |
| Goud   | Steven Nuytinck      | 7,49 m (+0,8 m/s) |
| Zilver | Loek van Zevenbergen | 7,40 m (+2,2 m/s) |
| Brons  | Ignisious Gaisah     | 7,39 m (+3,1 m/s) |

| rang   | atlete           | prestatie         |
| ------ | ---------------- | ----------------- |
| Goud   | Anouk Vetter     | 6,24 m (-1,0 m/s) |
| Zilver | Nadine Broersen  | 6,22 m (+0,0 m/s) |
| Brons  | Carlijn ter Laak | 5,91 m (-0,8 m/s) |

### Hink-stap-springen
| rang   | atleet         | prestatie          |
| ------ | -------------- | ------------------ |
| Goud   | Fabian Florant | 16,54 m (+2,3 m/s) |
| Zilver | Joshua Record  | 14,70 m (+0,8 m/s) |
| Brons  | Tarik Tahiri   | 14,62 m (-2,6 m/s) |

| rang   | atlete            | prestatie          |
| ------ | ----------------- | ------------------ |
| Goud   | Patricia Krolis   | 12,75 m (+1,6 m/s) |
| Zilver | Maureen Herremans | 12,30 m (+2,6 m/s) |
| Brons  | Merushka Eduarda  | 12,23 m (+0,9 m/s) |

### Hoogspringen
| rang   | atleet          | prestatie |
| ------ | --------------- | --------- |
| Goud   | Sven van Merode | 2,16 m    |
| Zilver | Dave Brandhoff  | 2,14 m    |
| Brons  | Dion van Kessel | 2,10 m    |

| rang   | atlete             | prestatie |
| ------ | ------------------ | --------- |
| Goud   | Marlies van Haaren | 1,74 m    |
| Zilver | Melissa de Haan    | 1,71 m    |
| Brons  | Linda Hurkmans     | 1,71 m    |

### Polsstokhoogspringen
| rang   | atleet           | prestatie |
| ------ | ---------------- | --------- |
| Goud   | Menno Vloon      | 5,70 m    |
| Zilver | Nils Mulder      | 5,25 m    |
| Brons  | Rutger Koppelaar | 5,20 m    |

| rang   | atlete             | prestatie |
| ------ | ------------------ | --------- |
| Goud   | Femke Pluim        | 4,21 m    |
| Zilver | Marijke Wijnmaalen | 4,11 m    |
| Brons  | Robin Wingbermühle | 4,01 m    |

### Kogelstoten
| rang   | atleet            | prestatie |
| ------ | ----------------- | --------- |
| Goud   | Patrick Cronie    | 18,94 m   |
| Zilver | Mathijs Damsteegt | 18,87 m   |
| Brons  | Remco Goetheer    | 17,33 m   |

| rang   | atlete              | prestatie |
| ------ | ------------------- | --------- |
| Goud   | Melissa Boekelman   | 18,31 m   |
| Zilver | Jessica Schilder    | 16,24 m   |
| Brons  | Jorinde van Klinken | 16,18 m   |

### Discuswerpen
| rang   | atleet            | prestatie |
| ------ | ----------------- | --------- |
| Goud   | Erik Cadée        | 58,19 m   |
| Zilver | Stephan Dekker    | 54,70 m   |
| Brons  | Roland van Zuilen | 52,12 m   |

| rang   | atlete         | prestatie |
| ------ | -------------- | --------- |
| Goud   | Corinne Nugter | 55,95 m   |
| Zilver | Enid Duut      | 51,80 m   |
| Brons  | Benthe König   | 46,28 m   |

### Speerwerpen
| rang   | atleet         | prestatie |
| ------ | -------------- | --------- |
| Goud   | Daan Meyer     | 76,49 m   |
| Zilver | Mart ten Berge | 76,20 m   |
| Brons  | Lars Timmerman | 73,89 m   |

| rang   | atlete           | prestatie |
| ------ | ---------------- | --------- |
| Goud   | Lisanne Schol    | 58,72 m   |
| Zilver | Nadine Broersen  | 51,80 m   |
| Brons  | Emma Oosterwegel | 49,76 m   |

### Kogelslingeren
| rang   | atleet         | prestatie |
| ------ | -------------- | --------- |
| Goud   | Sander Stok    | 58,21 m   |
| Zilver | Etiènne Orbons | 57,96 m   |
| Brons  | Luuk Vos       | 56,10 m   |

| rang   | atlete         | prestatie |
| ------ | -------------- | --------- |
| Goud   | Wendy Koolhaas | 61,45 m   |
| Zilver | Eva Reinders   | 56,45 m   |
| Brons  | Marije Efdee   | 52,21 m   |

### Tienkamp/Zevenkamp
| rang   | atleet          | prestatie |
| ------ | --------------- | --------- |
| Goud   | Rody de Wolff   | 7527 p    |
| Zilver | Harald Bust     | 7400 p    |
| Brons  | Nout Wardenburg | 7001 p    |

| rang   | atlete           | prestatie |
| ------ | ---------------- | --------- |
| Goud   | Michelle Oud     | 5539 p    |
| Zilver | Anne van de Wiel | 5287 p    |
| Brons  | Iris de Ruiter   | 5168 p    |

1904 · 
1908 · 
1909 · 
1910 · 
1911 · 
1912 · 
1913 · 
1914 · 
1915 · 
1917 · 
1918 · 
1919 · 
1920 · 
1921 · 
1922 · 
1923 · 
1924 · 
1925 · 
1926 · 
1927 · 
1928 · 
1929 · 
1930 · 
1931 · 
1932 · 
1933 · 
1934 · 
1935 · 
1936 · 
1937 · 
1938 · 
1939 · 
1940 · 
1941 · 
1942 · 
1943 · 
1944 · 
1946 · 
1947 · 
1948 · 
1949 · 
1950 · 
1951 · 
1952 · 
1953 · 
1954 · 
1955 · 
1956 · 
1957 · 
1958 · 
1959 · 
1960 · 
1961 · 
1962 · 
1963 · 
1964 · 
1965 · 
1966 · 
1967 · 
1968 · 
1969 · 
1970 · 
1971 · 
1972 · 
1973 · 
1974 · 
1975 · 
1976 · 
1977 · 
1978 · 
1979 · 
1980 · 
1981 · 
1982 · 
1983 · 
1984 · 
1985 · 
1986 · 
1987 · 
1988 · 
1989 · 
1990 · 
1991 · 
1992 · 
1993 · 
1994 · 
1995 · 
1996 · 
1997 · 
1998 · 
1999 · 
2000 · 
2001 · 
2002 · 
2003 · 
2004 · 
2005 · 
2006 · 
2007 · 
2008 · 
2009 · 
2010 · 
2011 · 
2012 · 
2013 · 
2014 · 
2015 · 
2016 ·
2017 ·
2018 ·
2019 ·
2020 ·
2021 ·
2022 ·
2023 ·
2024 ·
2025